# Nazri Nasir
Nazri Nasir (Singapore, 17 gennaio 1971) è un allenatore di calcio ed ex calciatore singaporiano, di ruolo centrocampista.
Dal 1997 al 2003 è stato capitano della nazionale singaporiana, con cui ha disputato 100 partite.

## Palmarès

### Club
- Campionato malese: 1

Singapore FA: 1994
- Coppa della Malaysia: 1

Singapore FA: 1994
- Campionato singaporiano: 5

Singapore Armed Forces: 1997, 1998, 2000
Tampines Rovers: 2004, 2005
- Coppa di Singapore: 5

Singapore Armed Forces: 1997, 1999
Tampines Rovers: 2002, 2004, 2006

### Nazionale
- Tiger Cup: 1

1998

### Individuale
- S.League People's Choice Award: 1

2004